# Florina Ilis
Florina Ilis (n. 26 august 1968, Olcea, județul Bihor) este o scriitoare română care s-a afirmat la începutul secolului al XXI-lea. A publicat romane, poezie, teatru, critică literară și eseu. 

## Biografie
Florina-Liliana Ilis este fiica lui Teodor Ilis și a Anei (născută Pojega). A urmat cursurile școlii generale din comuna natală, în perioada 1975-1983, și pe cele ale Liceului „Emanoil Gojdu” din Oradea, în perioada 1983-1987. Este licențiată a Facultății de Filologie (Litere) din cadrul Universității Babeș-Bolyai din Cluj-Napoca, specializarea română-franceză (1987-1992). A urmat apoi cursurile Școlii de Înalte Studii postuniversitare din cadrul aceleiași universități, specializarea Filologie românească, Editare manuscrise, tipărituri vechi, în perioada 1992-1994. Din 2003 deține un doctorat în filologie, obținut la Universitatea Babeș-Bolyai, cu teza Fenomenul science-fiction și cultura postmodernă. Ficțiunea cyberpunk. A colaborat cu poezie și articole la Echinox, Vatra, Însemnări ieșene, Tribuna, Apostrof etc.
A coordonat teze de licență, a făcut parte din comisii de îndrumare doctorat și este membru în Comisia de Cercetare a Facultății de Litere din cadrul Universității Babeș-Bolyai, din Cluj-Napoca. Din 1992 a lucrat ca bibliotecar-șef coordonator Serviciul Cercetare bibliografică. Relații cu publicul la Biblioteca Centrală Universitară „Lucian Blaga”.
Domeniile sale de interes vizează literatura și cultura japoneză, fiind profesor la Universitatea „Babeș-Bolyai”, la Departamentul de Limbi și literaturi asiatice.
A primit distincția Cavaler al Ordinului Meritul Cultural, Categoria Literatură, distincție acordată de Președinția României, prin Decret nr. 486 din 05.05.2008, Brevet MC nr. 94.

## Opera
A debutat editorial cu un volum de haiku-uri, Haiku și caligrame (2000), volumul reprezentând o inedită combinație între poezie și caligrafie (Rodica Frențiu fiind autoarea caligramelor).
I-au apărut, la un interval scurt de timp, două romane, ambele fiind bine primite, atât de critica de specialitate, cât și de cititori: Coborârea de pe cruce (2001) și Chemarea lui Matei (2002). Din martie 2005 devine membră a Uniunii Scriitorilor din România. Este, de asemenea, membră a PEN Club România.
Romanul său Cruciada copiilor a obținut Premiul pentru proză al revistei România literară în 2005, Cartea Anului 2005, Premiul pentru Proză al Uniunii Scriitorilor din România, Premiul pentru Proză al revistei Cuvântul, Premiul pentru Proză acordat de Radio România Cultural, Premiul „Ion Creangă” acordat de Academia Română, Premiul Courrier International, pentru cea mai bună carte străină, și a fost tradus în limbile ebraică, maghiară, spaniolă, italiană, franceză, sârbă.
Lista operelor: 
- 2000: Haiku și caligrame, Cluj-Napoca, Editura Echinox, ISBN 973-9114-90-3
- 2001: Coborârea de pe cruce, Cluj-Napoca, Editura Echinox, ISBN 973-8298-00-8
- 2002: Chemarea lui Matei, Cluj-Napoca, Editura Echinox, Colectia „Proteu“
- 2005: Cruciada copiilor, București, Editura Cartea Românească, ISBN 9789732318737
- 2005: Fenomenul science fiction în cultura postmodernă. Ficțiunea cyberpunk, Cluj-Napoca, Editura Argonaut, ISBN 9789737710666
- 2006: Cinci nori colorați pe cerul de răsărit, București, Editura Cartea Românească, ISBN 9789732317709
- 2006: Lecția de aritmetică, Cluj-Napoca, Editura Echinox, ISBN 973-8298-73-3
- 2012: Viețile paralele, roman, București, Cartea Românească,[11] ISBN 978-973-23-2989-4
- 2018: Povestea lui Mihai Eminescu, biografie romanțată, Iași, Editura Muzeelor Literare,[12] ISBN: 978-606-8677-66-8
- 2018: Cartea numerilor, roman, Iași, Editura Polirom,[13] ISBN: 978-973-46-7667-5
- 2020: Pandemia veselă și tristă, povestiri, Iași, Editura Polirom,[14] ISBN: 978-973-46-8237-9
- 2020: Introducere în istoria literaturii japoneze de la începuturi până în epoca modernă, Cluj-Napoca, Editura Presa Universitară Clujeană, ISBN: 978-606-37-0828-2
- 2022: Romanul japonez în secolul al XX-lea, Cluj-Napoca, Editura Presa Universitară Clujeană, ISBN: 978-606-37-1385-9
- 2025: Blaga. În căutarea numelor, Iași, Polirom,[15] ISBN: 978-630-344-189-4

În antologii:
- 2020: Carte cu scriitori: 24 de interviuri, de Laurențiu-Ciprian Tudor, Brașov, Editura Creator, ISBN: 978-606-029-396-5
- 2021: Cartea orașelor, București, Editura Humanitas, ISBN: 978-973-50-7311-4